# Andrew Buchan
Pour les articles homonymes, voir Buchan.
Andrew Buchan, né le 19 février 1979 à Stockport, en Angleterre, est un acteur britannique.

## Biographie
Andrew Buchan a grandi dans la banlieue de Lostock à Bolton. Bien avant sa carrière d'acteur, il a travaillé pour les studios Granada (en) en tant que guide pour les touristes en utilisant des manières amusantes et non conventionnelles pour les garder intéressés. Il a également travaillé comme barman à l'aéroport de Manchester, en tant que concierge de l'hôtel De Vere Whites hotel au Stade Reebok, ainsi qu'ouvrier pendant plusieurs mois en Italie. En 2001, il a été diplômé de l'université de Durham en recevant un baccalauréat ès art en arts et langues modernes. En attendant d'étudier à la Royal Academy of Dramatic Art (RADA).

## Filmographie
- 2006 : If I Had You : Marcus
- 2006 : Jane Eyre : St-John Rivers (1 épisode, #1.4)
- 2007 : Cranford (mini-série) : Jem Hearne (6 épisodes)
- 2007 : Party Animals : Scott Foster (8 épisodes)
- 2007 : Les Faucheurs : Ryan
- 2007 : The Whistleblowers : Sean Knowles (1 épisode)
- 2008 : Bones : Dr Ian Wexler (1 épisode)
- 2008-2009 : Tueur d'État : John Mercer (12 épisodes)
- 2009-2011 : Garrow's Law : William Garrow (12 épisodes)
- 2009 : Nowhere Boy : Fishwick
- 2010 : Abroad : Billy Marshall
- 2010 : Coming Up : Ben (1 épisode)
- 2010 : The Nativity : Joseph (série de 4 épisodes de 60 min chacun)
- 2010 : Le Naufrage du Laconia : Mortimer
- 2011 : Whitelands : non crédité
- 2013-2017 : Broadchurch : Mark Latimer
- 2013 : Having you de Sam Hoare[1] : Jack
- 2014 : The Honourable Woman, série télévisée de Hugo Blick : Ephra Stein
- 2014 : 1666, Londres en flammes, série télévisée de Jon Jones : Thomas Farriner
- 2015 : Une belle fin de Uberto Pasolini : M. Pratchett, le patron de John
- 2017 : Tout l'argent du monde (All the Money in the World) de Ridley Scott : John Paul Getty II
- 2018 : Genius (saison 2)
- 2018 : ABC contre Poirot (The ABC Murders) (mini-série)
- 2019 : Baghdad in my shadow de Samir : Martin
- 2019 : Intrigo: Samaria de Daniel Alfredson : Henry Martens
- 2019 : The Crown : Andrew Parker Bowles (saison 3)
- 2020 : Industry (série télévisée)
- 2022 : This England (mini-série) : Matt Hancock
- 2023 : Carnival Row (série télévisée) : Major Vir
- 2024: Black doves ( série télévisée Netflix ) Wallace Webb